# Episodi de I misteri di Murdoch (seconda stagione)
La seconda stagione della serie televisiva I misteri di Murdoch è stata trasmessa in Canada su Citytv dal 10 febbraio al 27 maggio 2009.
In Italia la stagione è andata in onda a partire dal 5 giugno 2010 su Rai 3 che ha trasmesso tutti gli episodi tranne il n. 13 intitolato "Tutto ciò che puoi fare" che è andato in onda in prima visione assoluta su Fox Crime.
| nº | Titolo originale       | Titolo italiano             | Prima TV Canada  | Prima TV Italia |
| -- | ---------------------- | --------------------------- | ---------------- | --------------- |
| 1  | Mild Mild West         | Lo spettacolo continua      | 10 febbraio 2009 | 5 giugno 2010   |
| 2  | Snakes and Ladders     | Scale e serpenti            | 10 febbraio 2009 | 12 giugno 2010  |
| 3  | Dinosaur Fever         | Febbre da dinosauro         | 17 febbraio 2009 | 19 giugno 2010  |
| 4  | Houdini Whodunit       | Il mistero di Houdini       | 24 febbraio 2009 | 26 giugno 2010  |
| 5  | The Green Muse         | La fata verde               | 3 marzo 2009     | 3 luglio 2010   |
| 6  | Shades of Grey         | Ombre di grigio             | 10 marzo 2009    | 10 luglio 2010  |
| 7  | Big Murderer on Campus | Delitto all'università      | 17 marzo 2009    | 17 luglio 2010  |
| 8  | I, Murdoch             | Guerra d'affari             | 24 marzo 2009    | 24 luglio 2010  |
| 9  | Convalescence          | La convalescenza            | 31 marzo 2009    | 31 luglio 2010  |
| 10 | Murdoch.com            | La solitudine del telegrafo | 6 maggio 2009    | 14 agosto 2010  |
| 11 | Let Us Ask the Maiden  | Chiediamolo alla ragazza    | 13 maggio 2009   | 21 agosto 2010  |
| 12 | Werewolves             | Lupi mannari                | 20 maggio 2009   | 28 agosto 2010  |
| 13 | Anything You Can Do    | Tutto ciò che puoi fare     | 27 maggio 2009   | 8 febbraio 2011 |

## Lo spettacolo continua
- Titolo originale: Mild Mild West
- Diretto da: Paul Fox
- Scritto da: Derek Schreyer

### Trama
In città arriva la Western Extravaganza, lo spettacolo itinerante di Buffalo Bill dedicato al vecchio West. Uno dei numeri di punta è quello di "Saetta" Wilcox e Jaws McRawlins, due pistoleri diventati famosi nel passato per aver battuto in regolare duello Chester McGee, un feroce assassino privo di scrupoli.
 Il numero prevede che Wilcox spari tre volte contro McRawlins, che fermerà con i denti il terzo colpo. Ovviamente si tratta di un trucco, ma alla presenza di Brackenreid, di Murdoch, di Julia e di altri poliziotti qualcosa non va per il verso giusto: al terzo colpo McRawlins cade davvero morto.
 Wilcox viene fermato, anche se per lui manca un movente: i due erano amici e si conoscevano da molti anni; forse si è trattato di un incidente. In ogni caso Wilcox viene scagionato quando si scopre che il colpo mortale non è partito da un revolver, bensì da un fucile; l'assassino ha sparato da parecchie decine di metri e dunque deve essere un ottimo tiratore. I maggiori sospettati diventano così lo stesso Buffalo Bill (la cui vista però non è più molto buona), Annie Oakley, che era stata pesantemente infastidita da McRawlins, e il cacciatore di taglie John Warton, che aveva litigato con lui. 
 Poco tempo dopo dall'obitorio scompare la testa di McRawlins: inizialmente si pensa ad un furto, dato che l'uomo aveva in bocca parecchi denti d'oro; ma poi si scopre che il morto era un famoso ricercato e Warton, mirando ad incassare la taglia, ha preso ciò che gli serviva per dimostrarne la morte.
 Quando anche Wilcox rimane ucciso da un colpo di pistola che ha seguito un'insolita traiettoria, Murdoch inizia a capire che i recenti omicidi hanno le loro radici nel passato. Il famoso duello di cui Wilcox e McRawlins erano stati protagonisti è regolare solo nella leggenda e tutti i partecipanti avevano nomi differenti. Chester McGee in realtà non era un feroce criminale, ma solo un uomo che si era opposto ai piani espansionistici della Ferrovia.
 Ora qualcuno a conoscenza della verità ha fatto in modo di vendicarlo.
- Altri interpreti: Nicholas Campbell (Buffalo Bill), Sarah Strange (Annie Oakley), Maurice Dean Wint (John Warton), Ben Lewis (Teddy Jones jr.), Simon Northwood (Teddy Jones sr.), Bill Yack (Jaws McRawlins), Michael Coperman ("Saetta" Wilcox), Arwen Humphreys (Margaret Brackenreid), John Paul Ruttan (Theodore Jones da bambino), Clinton Walker (l'annunciatore)

## Scale e serpenti
- Titolo originale: Snakes and Ladders
- Diretto da: Farhad Mann
- Scritto da: Cal Coons

### Trama
A Toronto viene brutalmente uccisa Alberta Moffat; la ragazza, ex prostituta che ora lavorava in una lavanderia, è stata sventrata; vicino al corpo l'assassino ha lasciato un messaggio: PROVATE A FERMARMI.
 Al IV Distretto arriva il detective Edward Scanlon di Scotland Yard che dichiara di essere sulle tracce di un certo Arnold Orville che negli ultimi due anni ha già ucciso numerose donne: otto in ciascuna delle città in cui si è fermato. Alberta Moffat sarebbe la sua prima vittima a Toronto. Scanlon, impaziente e nervoso, suggerisce anche che Orville possa essere in realtà Jack lo Squartatore, il feroce assassino che ha agito a Londra sette anni prima senza mai essere stato arrestato. Il ritrovamento di un secondo cadavere sembra dare ragione a Scanlon; questa ragazza però, Gloria Abercrombie, non era una prostituta ma una semplice sartina, forse rimasta vittima dell'assassino solo perché era in ritardo sulla strada di casa.
 Alla ricerca di chiarimenti utili all'indagine, Murdoch si rivolge al dottor Roberts, uno psichiatra d'avanguardia che lo aiuta a costruire il profilo dell'assassino: un uomo sessualmente deviato che nasconde la sua enorme rabbia contro le donne sotto una maschera di normalità.
 Di lì a poco viene arrestato Morris Bailey, sorpreso a spiare una donna e trovato in possesso di numerosi capi intimi femminili. In parte sembra corrispondere al profilo: è inglese, è arrivato da poco in città e lavora in un mattatoio. Quando Bailey rimane ucciso durante un tentativo di evasione, Scotland Yard considera chiuso il caso, e Scanlon si appresta a ripartire. Murdoch però non è pienamente convinto, in particolare si chiede come siano state scelte le vittime e cosa avessero in comune le ragazze. Un supplemento d'indagine fornisce la risposta a queste domande e un più attento esame della carrozza con cui le vittime sono state rapite, e all'interno della quale sono state uccise, fornisce l'identità dell'assassino, che forse desidera davvero essere preso e fermato. Ed è la dottoressa Ogden, nuova vittima designata, ad eliminare il colpevole per legittima difesa.
 Profondamente scossa, Julia cerca (e trova) in Murdoch il necessario conforto.
- Altri interpreti: Alastair MacKenzie (detective Edward Scanlon), Paul Amos (dottor Roberts), Molly Shanahan (Alberta Moffat), Wendy Lyon (Melva Moffat), Conrad Dunn (professor Otranto), Paul Haddad (Morris Bailey), Katie Bergin (Olive Ross), Dominique Bisson (Gloria Abercrombie)

## Febbre da dinosauro
- Titolo originale: Dinosaur fever
- Diretto da: Paul Fox
- Scritto da: Jean Greig

### Trama
Mettendo a frutto le numerose lezioni di danza che hanno frequentato, Murdoch e Julia partecipano ad un Gran Galà in onore del paleontologo Barklay Baker. La presentazione della più recente scoperta di Blake - lo scheletro di un grande dinosauro - viene però funestata da un paio di gravi incidenti: un giovane fanatico religioso, armato di martello, cerca di distruggere un prezioso reperto. Durante la sua fuga si scopre inoltre che tra le fauci del dinosauro è stato posizionato il cadavere di un uomo. La vittima è Lukas DeWitt, aiutante di campo di Blake, morto a causa di un colpo alla testa.
 L'indagine è complicata: l'enorme via vai nel giorno della festa rende praticamente impossibile ricostruire i movimenti dei presenti; Murdoch verifica inoltre che il mondo della paleontologia è animato da forti rivalità: per le ossa, soggette a furti, esiste un fiorente mercato e non sono rari i sabotaggi tra colleghi. Inoltre anche un paleontologo rinomato come Blake, diventato famoso qualche tempo prima grazie al ritrovamento di un grosso osso fossile, è continuamente costretto a rinnovare il proprio lavoro con ulteriori scoperte.
 Mentre Blake decide di affidare la successiva campagna di scavi a Mary Ann McConnell, sua collaboratrice di fiducia ed ex amante di DeWitt, si scopre che il presunto fanatico religioso del Galà è in realtà Clyde Dunbar, un piccolo delinquente. Principale sospetto per il delitto diventa così il professor Rudolph Sutton, che lo aveva pagato per distruggere il famoso osso. Storico avversario di Blake, che considera un falso scienziato ed un truffatore, Sutton aveva i migliori motivi per cercare di danneggiarlo. La piena soluzione del caso tuttavia sta altrove.
 Malgrado gli impedimenti posti dalla famiglia DeWitt all'autopsia, Murdoch e Julia riescono ugualmente a rilevare sul corpo di Lukas tracce sufficienti ad individuare il vero responsabile della sua morte e il luogo reale in cui il delitto è stato commesso, ricostruendo infine le circostanze che hanno portato il cadavere tra le fauci del dinosauro.
- Altri interpreti: Geordie Johnson (Barclay Blake), Matt Gordon (Rudolph Sutton), Kerry McPherson (Mary Ann McConnell), Sean Kaufmann (Lukas DeWitt), Tyler Kyte (Clyde Dunbar), London Angelis (il bambino), Cole Pollack (un archeologo)

## Il mistero di Houdini
- Titolo originale: Houdini Whodunit
- Diretto da: Farhad Mann
- Scritto da: Alexandra Zarowny

### Trama
L'ispettore Brackenreid, Murdoch e la dottoressa Ogden assistono allo spettacolo di Harry Houdini, un giovane illusionista che sta diventando famoso. Come assistente del mago Julia ritrova sua sorella Ruby, una giornalista convinta che le storie da raccontare vadano vissute in prima persona.
 Il numero centrale dello spettacolo prevede che Houdini venga incatenato e chiuso dentro un forziere in cui avrà aria per soli undici minuti. Entro quel breve tempo dovrà dunque liberarsi e uscire.
 Proprio in contemporanea con il numero dell'illusionista nella banca a fianco del teatro avviene una rapina: dalla cassaforte scompare un'ingente somma di denaro e Jonathan Decker, il guardiano notturno, rimane ucciso. Un passante identifica Harry Houdini come l'uomo che è fuggito dalla scena del crimine ed è entrato nel teatro. Al termine degli undici minuti il mago è effettivamente ricomparso in sala: accusato di essere il ladro nega, ma rifiuta di svelare i suoi segreti professionali. Malgrado l'assenza di prove certe, Brackenreid lo fa comunque arrestare; Murdoch però è scettico sulla colpevolezza del giovane e preferisce cercare di spiegare le molte incongruenze del caso. Ad esempio, il caveau della banca aveva una speciale chiusura a tempo, ma la serratura non è stata manomessa; Decker inoltre ha sì ricevuto un colpo in testa, però l'autopsia rileva che la morte è dovuta ad avvelenamento da nicotina.
 Quando viene assassinato anche Edward Simms, il direttore della banca, si profila la possibilità che la rapina sia stata compiuta con responsabilità interne: almeno tre uomini, uno dei quali aveva pianificato sin dall'inizio di sparire con il denaro, lasciandosi alle spalle tutti i complici morti. Poiché non crede che quell'uomo sia Houdini, Murdoch si serve piuttosto della sua collaborazione per dimostrare come la rapina sia stata organizzata e messa in atto, al pari di una grande illusione teatrale.
 Poco prima di riuscire a fuggire, anche il terzo uomo viene identificato e arrestato.
- Altri interpreti: Joe Dinicol (Harry Houdini), Sarah Gadon (Ruby Ogden), Joris Jarsky (Leopold Romanow), Matt Baram (Edward Simms), Pamela Johnson (la segretaria), Christopher "Kit" Lang (Fred, il passante)

## La fata verde
- Titolo originale: The Green Muse
- Diretto da: Don McBrearty
- Scritto da: Bobby Theodore

### Trama
A Toronto, l'Accademia Musicale Weston è in realtà un bordello di lusso frequentato dall'élite cittadina. Una sera verso mezzanotte, durante uno dei consueti intrattenimenti, una bomba incendiaria raggiunge il salone a pianterreno. Il panico è grande ma i danni sono limitati; quando però la tenutaria, la signorina Weston, sale al piano di sopra per cercare una delle ragazze, la trova morta nel suo letto.
 La vittima è Cora Devereux, ventitré anni: è stata garrotata, probabilmente dopo un tentativo di strangolamento. L'indagine viene affidata a Murdoch, che ritrova con piacere l'affascinante signorina Ettie Weston. Da lei il detective ottiene qualche informazione in più su Cora: originaria di Montréal, da dove era fuggita a causa della brutalità di un cliente, la ragazza era popolare e molto richiesta. Purtroppo anche a Toronto Cora aveva dovuto difendersi dalle ossessive attenzioni di un cliente: il pittore Arthur Webster, che proprio la sera precedente era stato allontanato a forza dall'Accademia. Ma il pittore non rimane l'unico sospettato: proseguendo l'indagine, Murdoch scopre che Cora era sentimentalmente legata al giudice Mitchell Wilson. All'inizio l'uomo è reticente e nega qualunque tipo di coinvolgimento, poi finisce per ammettere di essere stato innamorato di Cora. Era con lei durante la sera fatale: dopo aver bevuto assenzio, aveva perso i sensi e al suo risveglio la ragazza era morta. La signorina Weston lo aveva aiutato ad occultare la sua presenza nell'Accademia, ma il giudice afferma con decisione di non aver ucciso Cora. Progettava anzi di sposarla e di trasferirsi con lei in una proprietà recentemente acquistata sulla costa.
 Malgrado ciò, il giudice viene arrestato quando suo figlio, Paul Wilson, ne demolisce l'alibi ed esibisce vestiti insanguinati ritrovati nel garage di casa. C'è la possibilità che il giudice abbia scoperto che Cora stesse con lui solo per motivi economici, e l'abbia uccisa per vendetta.
 Quando però il pittore Webster viene trovato morto impiccato, accanto ad un messaggio in cui chiede perdono per la morte di Cora, il giudice viene rilasciato.
 Sino a quel momento Murdoch ha cercato di usare la massima discrezione in un'indagine spinosa, a causa del potenziale coinvolgimento di varie personalità di alto livello, ma il suo atteggiamento prudente finisce per metterlo in contrasto con il signor Levi Beecher, fondatore della Lega per la Temperanza, un moralizzatore fortemente ostile all'Accademia Weston e al trattamento di favore riservato ai suoi ricchi e potenti frequentatori. Dietro insistenza di Beecher l'Accademia viene chiusa e con grande collera della signorina Weston tutte le ragazze si ritrovano sulla strada, prive della protezione di cui avevano goduto sino a quel momento.
 Per Murdoch in ogni caso il problema principale resta legato agli omicidi, che forse hanno relazione tra loro o forse no. Il detective dubita che quello di Webster sia un vero suicidio, e per l'omicidio di Cora la sua attenzione si dirige su Paul Wilson, viziato e spendaccione, i cui diritti ereditari sarebbero stati danneggiati dal matrimonio del padre con la ragazza. Gli investigatori gli tendono una trappola e dimostrano che Paul Wilson ha tentato di incastrare il giudice, fabbricando false prove: tuttavia non è lui il vero assassino.
 Lanciandosi (in compagnia di Julia) in un'inedita sperimentazione sull'assunzione di alcolici, Murdoch dimostra che Cora e il giudice non avevano bevuto abbastanza per perdere i sensi: sono stati intenzionalmente drogati, mediante una bottiglia regalata a Cora da qualcuno che doveva ben conoscerne i gusti; il giudice era stato risparmiato per diventare il capro espiatorio del delitto.
 Anche Webster era incosciente quando è stato impiccato. Mettendo insieme tutti questi elementi con il toluene usato per fabbricare la bomba incendiaria che è servita come diversivo per portare a termine l'omicidio di Cora, Murdoch arriva al vero, insospettabile colpevole: il signor Beecher. È lui il vecchio cliente di Montréal da cui Cora era fuggita: l'uomo, che reprimendo i propri istinti si è rifatto una vita all'insegna della più intransigente moralità, ha ucciso per evitare di essere rovinato dal suo imbarazzante passato.
 Al termine dell'indagine la signorina Weston parte per Winnipeg, dove ha intenzione di aprire una Sala da Tè. Murdoch si congeda definitivamente da lei, avvicinandosi invece in maniera più intima e profonda alla dottoressa Ogden.
- Altri interpreti: Tom McCamus (giudice Mitchell Wilson), Krista Bridges (signorina Ettie Weston), Matthew Edison (Paul Wilson), Michael McMurtry (Arthur Webster), Jonathan Potts (Levi Beecher)

## Ombre di grigio
- Titolo originale: Shades of grey
- Diretto da: Don McBrearty
- Scritto da: Laura Phillips

### Trama
Il corpo di una ragazza morta da circa un giorno viene ripescato in un canale; non indossa abiti, ha al polso solo un elegante braccialetto e non risulta annegata, bensì quasi interamente dissanguata. La giovane viene identificata come Lillie Dunn, un'ex dattilografa da poco licenziata. La madre Bertha racconta che da qualche tempo la figlia non si sentiva bene, ma aveva evitato di andare dal medico per risparmiare.
 L'autopsia rivela che Lillie aveva recentemente subito un aborto, probabile causa del dissanguamento. Il ritrovamento tra i suoi effetti personali di una confezione di pillole abortive mette gli investigatori sulle tracce di Sally Smoot, una vecchia conoscenza dell'ispettore Brackenreid. Interrogata, la donna spiega che le pillole da lei spacciate sono innocue ma anche inefficaci: in alternativa alla mancanza di risultati, le ragazze in difficoltà vengono di solito indirizzate ad un medico compiacente. A Sally spetta una percentuale sul pagamento dell'operazione.
 Il medico di cui la truffatrice fa il nome è Ralph Fitch: l'uomo ha molti debiti e numerosi precedenti. Finisce per ammettere che Lillie si è presentata già morente al suo studio: Fitch non l'ha uccisa, ma si è comunque sbarazzato del corpo per non essere implicato nella faccenda.
 Mentre Murdoch scopre che il padre del bambino di Lillie è il signor Bixby, suo ex datore di lavoro e impenitente donnaiolo, nell'inchiesta entra il nome di un secondo medico: Isaac Tash, amico della dottoressa Ogden, in precedenza già incontrato da Murdoch. Temendo che Julia lo abbia in qualche modo informato o messo sull'avviso, Murdoch lo interroga più volte con una certa ostilità. Inizialmente reticente, Tash finisce per ammettere di essere un medico abortista ma riesce a convincere il detective di non aver ucciso Lillie: anzi, se la ragazza si fosse rivolta a lui, probabilmente sarebbe ancora viva. Murdoch decide di lasciar cadere le accuse contro di lui per non essere costretto ad indagare su tutte le altre sue pazienti. La morte di Lillie Dunn rimane sostanzialmente senza un colpevole definito e perseguibile.
 Negli ultimi tempi la relazione tra Murdoch e la dottoressa Ogden si era felicemente approfondita; le implicazioni del caso e un doloroso episodio nel passato di Julia contribuiscono però ad allontanarli di nuovo.
- Altri interpreti: Mary Walsh (Sally Smoot), Anthony Lemke (Henry Bixby), Steven McCarthy (dottor Isaac Tash), Ian D. Clark (dottor Ralph Fitch), Vicky Papavs (Bertha Dunn), Alex Paxton-Beesley (Lillie Dunn), Rebecca Williams (signorina Brinscarth)

## Delitto all'università
- Titolo originale: Big Murderer on Campus
- Diretto da: Laurie Lynd
- Scritto da: Carol Hay

### Trama
Il professor Samuel Bennett, da poco arrivato dall'Inghilterra per dirigere la Facoltà di Fisica, viene ucciso nel suo studio all'Università di Toronto: gli hanno sparato in fronte mentre, chinato sul suo telescopio, era al telefono con un collega, il professor Albert Godfrey.
 Tra i due fisici i rapporti erano tempestosi: divisi da rivalità professionali, erano continuamente in gara anche per l'avvistamento di una cometa. E questo era infatti l'argomento della telefonata; data la frequenza delle liti, Godfrey non si era poi stupito quando la conversazione si era bruscamente interrotta. Malgrado l'apparente solidità del suo alibi telefonico, Murdoch considera Godfrey come il principale indiziato, finché non scopre che la sera dell'omicidio il cielo era coperto: non c'era dunque ragione perché Bennett stesse usando il telescopio, mettendosi nella giusta posizione per essere colpito.
 Con l'aiuto dell'agente Crabtree, Murdoch individua il punto esatto del cortile da cui è partito lo sparo; riesce a spiegare perché nessuno abbia visto o sentito qualcosa, benché il cortile fosse affollato di studenti, e a ricostruire il meccanismo a tempo che è stato usato per compiere il delitto. Poiché il meccanismo è complesso e si basa su di una fisica di precisione, Murdoch ritorna ai suoi sospetti su Godfrey. Poi però scopre un biglietto che giustifica la presenza di Bennett alla finestra: una studentessa, dietro pagamento, era invitata a spogliarsi tutte le sere alle nove, facendosi guardare. Il biglietto è un falso e quando ne identifica la calligrafia, Murdoch capisce infine come è stato organizzato l'omicidio e da chi: per dimostrarlo dovrà però mettere uno contro l'altro i due possibili colpevoli. Mettendo sotto pressione il più debole della coppia, ottiene infine una confessione.
 Nel corso di tutta l'indagine l'agente Crabtree viene alquanto distratto a causa della ricerca della sua vera madre, che lo aveva abbandonato nei pressi di una chiesa poco dopo la nascita. Si presentano ben due candidate al ruolo, forse attratte dai benefici economici che la professione di Crabtree assicura: e anche qui, per individuare la donna giusta, sarà necessario ricorrere ad uno stratagemma.
- Altri interpreti: Michael Seater (James Gillies), Marc Bendavid (Robert Perry), Ted Atherton (Professor Albert Godfrey), Paula Boudreau (Emily Richardson), Elizabeth Saunders (Gracie Saunders), Laura McLean (Harriet Burchill)

## Guerra d'affari
- Titolo originale: I, Murdoch
- Diretto da: Laurie Lynd
- Scritto da: Lori Spring

### Trama
Un bambino di nome Alwyn Jones si presenta al IV Distretto per fare una denuncia: mentre si trovava in riva al fiume per pescare ha visto un "grande cavaliere d'argento" e ha udito i colpi di una sparatoria. Benché poco convinto, per assecondarlo Murdoch compie un rapido sopralluogo, ma non rinviene alcuna traccia.
 Mentre il detective riaccompagna il bambino a casa, dove lo attende la madre Enid, in città avviene un delitto: il professor Ezra Delamore cade improvvisamente morto per strada, dopo essere stato urtato da un cieco che si dilegua in fretta. L'autopsia rivela che l'uomo è stato avvelenato con acido prussico, iniettato tramite un proiettile cavo: cosa che sembra indicare l'opera di un killer professionista.
 Da tempo Delamore, di carattere irritabile e collerico, non insegnava più; conduceva invece ricerche finanziate dalle Industrie Hammerton. Grazie ai diari forniti dalla signora Eason, la governante del professore, Murdoch scopre che Delamore stava lavorando alla cosiddetta "macchina analitica"; le sue ricerche avrebbero dovuto portare a calcolatori in grado di agire in maniera autonoma: sviluppi affascinanti e insieme potenzialmente pericolosi.
 Quando all'indagine per omicidio si interessa anche l'ambiguo Terrence Meyers, già conosciuto in precedenza, Murdoch ha la conferma che dietro la morte di Delamore c'è qualcosa di complesso.
 Mentre Alwyn Jones scompare e un nano morto avvelenato viene ripescato dal fiume, Meyers si decide a fare alcune rivelazioni: un filmato dimostra che la Prussia è in possesso di un avanzatissimo automa, utilizzabile come arma. Anche le Industrie Hammerton ne hanno costruito uno. Le ricerche di Delamore, contese dalle due parti, dovevano servire a perfezionare l'invenzione e ciò a cui Alwyn ha assistito in riva al fiume altro non era che la dimostrazione pratica sul funzionamento dell'automa.
 In base ad un ragionamento scientifico Murdoch dimostra però che le due parti sono state ingannate: non esiste nessun vero automa e le Industrie Hammerton miravano soltanto ad ottenere fondi governativi illimitati, sfruttando la minaccia di una guerra.
 Martin Hammerton viene arrestato da Meyers che forse lo farà scomparire, o più probabilmente continuerà a sfruttarlo in qualche modo. L'avventuroso Alwyn viene ritrovato sano e salvo, e restituito all'affetto della madre.
 Tra la giovane vedova Jones e il detective Murdoch sembra iniziare una promettente intesa.
- Altri interpreti: Peter Keleghan (Terrence Meyers), Sarah Allen (Enid Jones), Dakota Goyo (Alwyn Jones), Kris Holden-Ried (Kaspar Bomgaarts), Laurie Murdoch (Martin Hammerton), Keith Kemps (Ezra Delamore), Gloria Slade (signora Eason), Allan Redford (Big Littleman, il nano), Bobby Prochaska (il cieco)

## La convalescenza
- Titolo originale: Convalescence
- Diretto da: Eleanore Lindo
- Scritto da: Paul Aitken

### Trama
Durante un inseguimento Murdoch cade da un tetto e rimane ferito abbastanza seriamente: una commozione cerebrale, costole incrinate e vasti ematomi lo costringeranno per un po' a rimanere a letto nella sua stanza.
 In sua assenza l'agente Crabtree viene momentaneamente promosso al grado di sostituto detective e affiancato dall'agente Higgins inizia ad investigare in un caso di omicidio: per strada è stato rinvenuto il corpo di un uomo con la gola tagliata; nello stomaco l'autopsia ha trovato tracce di cibo (cucina francese) e il dito indice della stessa vittima. Crabtree identifica il ristorante che costituisce la vera scena del delitto, ma impiega un po' di tempo prima di arrivare a capire come sono andate le cose. Un pappagallo, testimone dell'omicidio, gli fornisce infine la chiave per approdare alla giusta soluzione.
 Intanto Murdoch, più volte amorevolmente visitato tanto dalla dottoressa Ogden quanto dalla giovane vedova Jones, inganna il tempo perfezionando la sua più recente invenzione: un apparecchio ottico per riuscire a vedere anche nel buio. Mentre la signora Kitchen, la padrona di casa, si assenta per andare ad assistere una sorella malata, Murdoch rimane affidato alle cure della signora Burgess e si trova, suo malgrado, ad investigare su qualcosa di strano: in casa - tra i muri e la soffitta - si sentono rumori ingiustificati. Per ben due volte inoltre il detective subisce aggressioni che sembrano mirate a tenerlo fuori combattimento, più che ad ucciderlo. I colleghi sono propensi ad attribuire il tutto alla febbre alta e allo stato di alterazione in cui il detective si trova; la sua ostinazione a cercare una spiegazione finisce però per metterlo davvero in pericolo di vita: due malviventi stanno infatti cercando in casa un bottino in oro nascosto dal precedente inquilino della stanza di Murdoch e messi alle strette, decidono di eliminare definitivamente ogni ostacolo.
 Murdoch riesce ad avere la meglio su di loro solo grazie alla sua invenzione e all'aiuto della signora Kitchen, segregata dai criminali e dunque mai partita.
 Alla fine anche l'oro viene ritrovato, ben nascosto tra gli stucchi di un soffitto.
- Altri interpreti: Sarah Allen (Enid Jones), Dakota Goyo (Alwyn Jones), Martha Burns (signora Burgess), Dixie Seatle (signora Kitchen), Peter Crockett (Hugo Brighouse), Brian Frank (Joel Harris), Anthony Bekenn (Travis Struters), Lachlan Murdoch (agente Henry Higgins)

## La solitudine del telegrafo
- Titolo originale: Murdoch.com
- Diretto da: Eleanore Lindo
- Scritto da: Alexandra Zarowny

### Trama
Una ragazza viene trovata morta su di una barca con i polsi tagliati. Il detective Murdoch capisce che si tratta di un omicidio e indaga nell'ambiente di lavoro della donna. Si scopre che la giovane donna lavorava presso una società di telegrafi e che qui aveva iniziato una relazione, via telegrafo, con un uomo. Si scoprirà che l'uomo in questione aveva agganciato anche altre donne, facendosi dare dei soldi per poi scomparire. Un nuovo corpo viene trovato, ossia quello dell'uomo sospettato. L'agente Murdoch insieme all'aiuto della vedova Jones, riescono a contattare l'omicida via telegrafo, il sospettato sa chi è la Jones, una vecchia dipendente; la giovane vedova litiga con Murdoch ritenendolo colpevole di averla messa in pericolo. I sospetti ricadono sul proprietario della ditta di telegrafo, che risulta essere scomparso dopo che, teoricamente, avrebbe assalito un'altra dipendente. Quest'ultima, via telegrafo, fa sapere di essere stata rapita. Murdoch si precipita sul posto di lavoro e qui la trova legata con il nodo della corda rivolto verso di lei, segno che la donna si è legata da sola. La donna asserisce di essere stata rapita e portata sul posto di lavoro dal suo capo, ma i sospetti di Murdoch lo portano a metterla sotto pressione inscenando un messaggio del rapitore. La donna paurosa che l'uomo fosse scappato, decide di andare a controllare il corpo, il quale era stato rinchiuso nel suo baule.
Arrrivati a casa sua, Murdoch la coglie sul fatto e l'arresta. La donna confessa che aveva fatto finta di essere un ex dipendente, incline alle relazioni via telegrafo, e che allacciava relazioni via telegrafo con altre dipendenti per farsi dare dei soldi e poi sparire. La donna morta aveva scoperto il suo gioco così l'aveva uccisa, come aveva ucciso l'ex dipendente per far ricadere su di lui i sospetti, ma avendolo trovato morto, aveva ucciso il suo capo come ultimo capro espiatorio.
- Altri interpreti: Sarah Allen (Enid Jones), Arwen Humpreys (Margaret Brackenreid), Ingrid Kavelaars (Beth Tipton), Tim Campbell (Gabriel Ryder), Emberly Doherty (donna #1), Kesta Graham (donna #2), Doug Hicton (Kingsley Adams)

## Chiediamolo alla ragazza
- Titolo originale: Let Us Ask the Maiden
- Diretto da: Harvey Crossland
- Scritto da: Jason Sherman

### Trama
- Altri interpreti: Sarah Allen (Enid Jones), Derek Moran (Nathan Siebold), Albert Schultz (Isaac Begelman), Bethany Jillard (Devra Begelman), Kristopher Turner (Sam Fineman), Sam Malkin (rabbino Dinitz), Jonathan Walker (Simon Goldberg), Michael Bodnar (Jerzy Piezlowski)

## Lupi mannari
- Titolo originale: Werewolves
- Diretto da: Kelly Makin
- Scritto da: Paul Aitken

### Trama
Una serie di omicidi, sembrano essere stati realizzati da un lupo mannaro che squarcia le vittime alla giugulare. Murdoch con l'aiuto di un indiano cercherà di scoprire la connessione tra gli omicidi e il loro vero realizzatore.
- Altri interpreti: Sarah Allen (Enid Jones), Dakota Goyo (Alwyn Jones), Nathaniel Arcand (Jimmy McLeod), Duane Murray (Merrill Hardy), Christine Brubaker (signora Hardy), Paul Amos (dottor Roberts), Paul Essiembre (Jacob Summers), Hamish McEwan (Frank Jenson), Alec Stockwell (il vecchio Dave), Sid Willie Bobb (Billy), Jeff Douglas (Reginald Poundsett)

## Tutto ciò che puoi fare
- Titolo originale: Anything You Can Do
- Diretto da: Kelly Makin
- Scritto da: Laura Phillips

### Trama
La più recente indagine del detective Murdoch sembra riguardare un tragico incidente: Humphrey Breen, geologo e appassionato naturalista, è morto cadendo da una finestra del terzo piano. In apparenza l'uomo si è sporto eccessivamente nel tentativo di catturare una farfalla.
 Ancor prima che il detective possa formarsi una completa opinione relativa ai fatti, sulla scena del presunto incidente interviene il sergente Jasper Linney della Polizia a Cavallo: proveniente dalla Columbia Britannica, sta indagando su di un omicidio avvenuto sei giorni prima. Con decisione avanza l'ipotesi che i due casi siano collegati e che anche Breen sia stato ucciso. Il morto meno recente, Uriah Doakes, doveva infatti analizzare del materiale minerario proprio per Breen, ma è morto cadendo lungo i binari della ferrovia in stato di ubriachezza. Linney tuttavia sottolinea come Doakes non toccasse alcol; un attento esame della scena lo ha convinto che l'uomo fosse già morto prima di essere travolto dal treno. Nelle sue tasche è stato ritrovato un biglietto da visita con il nome del detective Murdoch, e questo ha condotto Linney a Toronto.
 Murdoch è lievemente infastidito dall'ingerenza nella sua indagine e sembra non rilevare (a differenza di tutti gli altri) quanto i metodi investigativi di Linney somiglino ai suoi. In ogni caso, quando il sergente dimostra che la farfalla apparentemente inseguita da Breen è stata uccisa e posizionata ad arte accanto al cadavere, non può negare l'evidenza: Breen non è caduto dalla finestra, è stato spinto.
 L'ispettore Brackenreid individua il possibile responsabile dei delitti: Al l'"Incidente", un sicario abile nei travestimenti che deve il soprannome all'abitudine di mascherare i propri delitti come eventi casuali. Qualcuno deve avergli commissionato gli omicidi, tuttavia manca ancora un movente che possa far luce anche sul mandante.
 Il materiale esaminato da Doakes è del tutto ordinario e la Arkona, la Compagnia dai cui scavi proviene il minerale, non può essere d'aiuto. Il direttore, il signor Fremont, sostiene infatti di non conoscere Doakes e di essere all'oscuro della perizia. Quando però anche il signor Vanderlay, che aveva fornito utili informazioni, muore in seguito all'ennesimo "incidente", i sospetti degli investigatori si infittiscono. La Arkona ha comprato molti terreni attorno a Pringle Creek, il posto sperduto da cui proveniva il materiale di Breen; l'ipotesi è che la Compagnia abbia messo in atto una truffa, vendendo concessioni minerarie relative a terreni che si sarebbero poi rivelati sterili e privi di valore. Per cercare prove a sostegno, Linney decide di tornare indietro e di recarsi a Pringle Creek; Murdoch, avendo scoperto che nella lista degli acquirenti compare anche il nome di suo padre Harry, decide di accompagnarlo.
 Pringle Creek si rivela essere un paesino sperduto e deserto; c'è Harry, però, che sta indagando sulla morte di Doakes: lo conosceva e sospettando che la Arkona stesse giocando sporco, era stato lui a dargli il biglietto da visita e a consigliargli di rivolgersi all'unico poliziotto di cui si fidasse, il figlio William Murdoch.
 Ma le sorprese non sono finite perché quando i tre si ritrovano insieme, salta fuori che anche Jasper è figlio di Harry. Quando i suoi vagabondaggi lo avevano condotto a Vancouver, Harry aveva conosciuto Lucinda Linney e con lei aveva avuto una relazione; in seguito la donna lo aveva lasciato, senza rivelargli di essere incinta: solo di recente Harry ha saputo di Jasper e si è messo in contatto con lui.
 Seppur frastornati dall'inatteso ricongiungimento famigliare, i tre devono comunque occuparsi di ben altro. A Toronto infatti Brackenreid ha teso una trappola a Fremont, rivelandogli ciò che si sa della truffa e ventilando l'ipotesi che il sicario Al, per coprire del tutto le proprie tracce, decida di eliminare anche lui. Il direttore abbocca e, con una telefonata incriminante, mette in moto altri sicari che dovrebbero occuparsi di Murdoch e Linney. A Pringle Creek quindi i due fratellastri ed Harry si ritrovano assediati. Bersagliati da più parti e in possesso di una sola pistola (quella di Jasper) trovano comunque materiale sufficiente a costruire granate stordenti che, usate contro gli assalitori, permettono loro di avere la meglio.
 Di lì a poco Murdoch si prepara a tornare a Toronto, mentre Harry decide di rimanere con Jasper ancora un po'. Nel frattempo Fremont è stato arrestato e in quanto ad Al, Toronto e Columbia Britannica si disputeranno il privilegio di inviarlo alla forca.
 Libero dall'indagine, Murdoch può finalmente concentrarsi su di un altro problema che lo ha angustiato a lungo: poiché la sua breve relazione con la vedova Enid Jones è definitivamente tramontata, cerca di riavvicinarsi a Julia. Con successo, dal momento che anche lei, pur avendo saltuariamente frequentato Reggie Poundsett, non desiderava altro.
- Altri interpreti: Stephen McHattie (Harry Murdoch), Dylan Neal (sergente Jasper Linney), Danny Cunningham (Eldon Fremont), Sean Sullivan (Oscar Vanderlay), Catherine Hayos (una donna), Michael Kash (Al), Jeff Douglas (Reginald Poundsett)